# 2004 في المملكة المتحدة
فيما يلي قوائم الأحداث التي وقعت خلال عام 2004 في المملكة المتحدة.

## سياسة

### تعيين في المنصب
- 14 يونيو – تيريزا ماي وزير دولة - ظل - للثقافة والإعلام والرياضة [الإنجليزية]‏،وزير ظل الدولة للأسرة [الإنجليزية]‏.
- 8 سبتمبر – ألان جونسون وزير الدولة لشؤون العمل والمعاشات [الإنجليزية]‏.
- 15 ديسمبر – رث كيلي وزير التعليم [الإنجليزية]‏.

### انتهاء فترة المنصب
- 14 يونيو – تيريزا ماي وزير دولة - ظل -  لشؤون البيئة والغذاء والقروية [الإنجليزية]‏.
- 8 سبتمبر – جون بيركو وزير ظل الدولة للتنمية الدولية [الإنجليزية]‏.
- 8 سبتمبر – داميان غرين وزير ظل الدولة للنقل [الإنجليزية]‏.

## رياضة
- 1 يناير – بطولة ويمبلدون 2004
- 11 يوليو – جائزة بريطانيا الكبرى 2004 الفائز مايكل شوماخر.

## ظهور
- 1 يناير – مكفلاي

## أفلام
من الأفلام التي صدرت هذه السنة في المملكة المتحدة:
- 1 يناير – ألفي من إخراج تشارلز شيير.
- 1 يناير – الخليع من إخراج Laurence Dunmore [الإنجليزية]‏.
- 1 يناير – العميل كودي بانكس 2 من إخراج كيفن ألين.
- 1 يناير – العنكبوت من إخراج ديفد كروننبرغ.
- 1 يناير – الفتاة ذات القرط اللؤلؤي من إخراج بيتر ويبر.
- 1 يناير – تاجر البندقية من إخراج مايكل رادفورد.
- 1 يناير – حالمون من إخراج برناردو برتولوتشي.
- 1 يناير – ذرية تشاكي من إخراج دون مانشيني.
- 1 يناير – ريزدنت إيفل: آبوكاليبس من إخراج ألكسندر ويت.
- 1 يناير – شبح الأوبرا من إخراج جويل شوماخر.
- 1 يناير – شقيقان من إخراج جان جاك أنو.
- 1 يناير – شون أوف ذا ديد من إخراج إدغار رايت.
- 1 يناير – فندق رواندا من إخراج تيري جورج.
- 1 يناير – في الجرح من إخراج جين كامبيون.
- 1 يناير – في الداخل أنا أرقص من إخراج داميان أودونيل.
- 1 يناير – كريب من إخراج كريستوفر سميث (كاتب).
- 1 يناير – كعكة الطبقات من إخراج ماثيو فون.
- 4 أبريل – قوانين الجاذبية من إخراج بيتر هاويت.
- 13 مايو – طروادة من إخراج ولفغانغ بيترسن.
- 19 مايو – يوميات دراجة النارية من إخراج والتر سالس.
- 16 يونيو – حول العالم في 80 يوما من إخراج فرانك كوراسي.
- 7 يوليو – الملك آرثر من إخراج أنطوان فوكوا.
- 13 أغسطس – المفترس ضد ألين من إخراج بول أندرسون.
- 1 سبتمبر – فانيتى فير من إخراج ميرا ناير.
- 4 سبتمبر – العثور على أرض الخلود من إخراج مارك فورستر.
- 14 سبتمبر – كابتن السماء وعالم الغد من إخراج كيري كونران.
- 8 نوفمبر – بريجيت جونز: على حافة المنطق من إخراج Beeban Kidron [الإنجليزية]‏.
- 16 نوفمبر – الإسكندر من إخراج أوليفر ستون.
- 22 نوفمبر – بيتر بان من إخراج بول جون هوغان.
- 22 ديسمبر – جسر سان لويس راي من إخراج Mary McGuckian [الإنجليزية]‏.

## برامج ومسلسلات وأنمي
- بينغو

## مواليد

### يناير
- 1 يناير – روبي بارنيل ممثلة بريطانية.

## وفيات

### يناير
- 13 يناير – توم هرندل (مواليد 1981) مصور من المملكة المتحدة.
- 13 يناير – هارولد شيبمان (مواليد 1946)

### فبراير
- 1 فبراير – بوب ستوكو (مواليد 1930) لاعب ومدرب كرة قدم إنجليزي.
- 2 فبراير – ألان بولوك (مواليد 1914)
- 21 فبراير – جون تشارلز (مواليد 1931) لاعب كرة قدم ويلزي.

### مارس
- 15 مارس – جون بوبل (مواليد 1925)
- 28 مارس – بيتر أوستينوف (مواليد 1921)

### أبريل
- 19 أبريل – جون ماينارد سميث (مواليد 1920)

### مايو
- 1 مايو – أليكس باكستون (مواليد 1926) ملاكم من المملكة المتحدة.
- 2 مايو – هيم ماكوبي (مواليد 1924) مؤرخ بريطاني.
- 11 مايو – داني ماكلينن (مواليد 1925) لاعب ومدرب كرة قدم اسكتلندي.

### يوليو
- 19 يوليو – مايك جونسون (مواليد 1933)
- 28 يوليو – فرنسيس كريك (مواليد 1916)

### أغسطس
- 12 أغسطس – غودفري هاونسفيلد (مواليد 1919)

### سبتمبر
- 20 سبتمبر – برايان كلوف (مواليد 1935) لاعب ومدرب كرة قدم إنجليزي.

### أكتوبر
- 7 أكتوبر – كينيث بجلي (مواليد 1942)
- 13 أكتوبر – برنيس روبنز (مواليد 1928) كاتبة بريطانية.
- 23 أكتوبر – بيل نيكلسون (مواليد 1919) لاعب ومدرب كرة قدم إنجليزي.
- 28 أكتوبر – جيمي مكلارنين (مواليد 1907) ملاكم كندي.
- 29 أكتوبر – الأميرة أليس، دوقة غلوستر (مواليد 1901)

### نوفمبر
- 9 نوفمبر – إيملين هيوز (مواليد 1947) لاعب ومدرب كرة قدم إنجليزي.
- 19 نوفمبر – جون روبرت فين (مواليد 1927)

### ديسمبر
- 19 ديسمبر – هيربرت براون (مواليد 1912)